# Kim Chambers
Kimberly Chambers (Fullerton, California; 11 de enero de 1974) es una actriz pornográfica estadounidense. Ingresó a la industria del porno en 1993 a los 19 años, habiendo aparecido desde entonces en más de 250 películas. También ha dirigido 4 películas.

## Premios
- 1994 Premios XRCO Mejor Escena de Sexo Anal por Butt Banged Bicycle Babes´´[3]
- 2002 Premios AVN Mejor Escena de Sexo en Solitario por Edge Play[4]